# Gulliver, la luna e altri disegni
Gulliver, la luna e altri disegni è una nuova versione del 1980 dell'album di Angelo Branduardi La luna, che era stato pubblicato nel 1975.
Tutti i brani vennero remixati e fu aggiunto l'inedito Gulliver. La voce è reincisa in tutti i brani tranne Primavera e La danza, ultime due tracce del disco.
Da questo momento in poi i brani contenuti nelle raccolte faranno riferimento a questa versione dell'album.
I testi sono tutti di Branduardi tranne Gulliver, scritta da Luisa Zappa, Notturno, tratto da una poesia di Alcmane, e Confessioni di un malandrino, da una poesia di Sergej Esenin. La musica di Gulliver, canzone arrangiata da Paul Buckmaster, è ispirata dalla melodia della canzone tradizionale bretone Son ar chistr. Donna mia è una canzone che Branduardi ha dedicato alla moglie.

## Tracce
1. La luna – 2:37
2. Confessioni di un malandrino – 4:50
3. Tanti anni fa – 2:38
4. Gli alberi sono alti – 3:55
5. Notturno – 4:35
6. Gulliver – 3:57 (testo: Luisa Zappa)
7. Rifluisce il fiume – 4:10
8. Donna mia – 3:16
9. Primavera – 3:12
10. La danza – 3:55